# Groeberiidae
Groeberiidae — родина незвичних не-плацентарних ссавців еоцену та олігоцену Патагонії, Аргентини та Чилі, Південна Америка. Спочатку їх класифікували як ценолестоподібних сумчастих ссавців, але згодом припустили, що вони є пізніми представниками алотерної клади Gondwanatheria. Разом з тим, спорідненість типового роду Groeberia з Gondwanatheria була категорично відкинута іншими вченими.